# 川岡勉
川岡勉（かわおか つとむ、1956年 - ）は、日本の歴史学者、愛媛大学名誉教授。

## 来歴
島根県生まれ。1979年静岡大学人文学部人文学科卒、1986年大阪大学大学院文学研究科史学博士課程満期退学、愛媛大学教育学部助手、1987年講師、1989年助教授、同年12月教授、2022年3月定年退職、同年4月名誉教授。
2004年「室町幕府と守護権力」で阪大文学博士。

## 著書
- 『河野氏の歴史と道後湯築城』青葉図書、1992年
- 『室町幕府と守護権力』吉川弘文館、2002年 ISBN　9784642028141
- 『中世の地域権力と西国社会』清文堂出版、2006年、ISBN 4-7924-0603-X
- 『山名宗全』吉川弘文館〈人物叢書〉、2009年、ISBN 9784642052528
- 『山城国一揆と戦国社会』吉川弘文館〈歴史文化ライブラリー〉、2012年  ISBN　9784642057578、POD版　2021年、ISBN　9784642757577
- 『戦国期守護権力の研究』思文閣出版、2023年、ISBN 978-4-7842-2056-4

### 共編著
- 『羽曳野中世軍記等史料集』黒田俊雄共編　羽曳野市羽曳野資料叢書、1990年
- 『畠山家文書集」羽曳野市羽曳野資料叢書、1991年
- 『伊予河野氏と中世瀬戸内世界 戦国時代の西国守護』西尾和美共著　愛媛新聞社、2004年
- 『湯築城と伊予の中世』島津豊幸共編　創風社出版、2004年
- 『伊予松山と宇和島道』内田九州男共編　吉川弘文館　街道の日本史、2005年
- 『愛媛県の歴史 第2版』内田九州男、寺内浩、矢野達雄共著　山川出版社、2010年
- 『日本中世の西国社会』全3巻　古賀信幸共編　清文堂出版、2010年11月
- 『中世の西国と東国 権力から探る地域的特性』編 戎光祥出版、2014年
- 『中世後期の守護と文書システム』川岡勉編、思文閣出版、2022年